# غار تسونا
غار تسونا (گرجی: წონის მღვიმე) یک غار در گرجستان است.